# Andreas Mahl
Andreas Mahl, né le 4 mars 1945 à Aalen, non loin de Stuttgart, est un photographe allemand, surtout connu pour ses photos Polaroids et ses nus masculins.

## Biographie
Andreas Mahl fait, de 1964 à 1965, des études à l’École des Arts Libres de Stuttgart puis entre en apprentissage dans un studio de photographie de mode et de publicité. De 1968 à 1970, il étudie la photographie à  l’université Folkwang, à Essen, où il a comme professeur Otto Steinert. En 1969, il choisit, dans le cadre de ses études, de venir à Paris pour réaliser un reportage sur le cimetière du Père-Lachaise. En 1970, il part à Londres où il rencontre Florette et Jacques Henri Lartigue qu’il photographie et avec qui il gardera une longue et profonde amitié.
En 1972, il s’installe à Paris et réalise une série sur « La destruction des Halles ». Il commence à travailler comme photographe free-lance puis entre à l’agence Sipa Press, pour y faire des reportages de mode et de spectacles. Parallèlement, il poursuit ses travaux personnels qu'il expose, pour la première fois à Paris, à la Galerie 2C-2A.
Andreas Mahl tire lui-même toutes ses images et, en 1976, avec une peinture utilisée pour la retouche des diapositives ("Pélikan"), il commence à colorier et peindre certaines de ses images, ce qui donne la série sur les cimetières parisiens qui sera exposée de nombreuses fois, de 1977 à 1982, à Paris, Rome, New York et Stuttgart sous divers titres : Les couleurs du souvenir, The path of glory, Les couleurs du silence … Michel Nuridsany, critique d'art, qui rend compte de l’exposition, le surnomme « l'Ange du Bizarre ». Certaines images sont alors acquises par la Bibliothèque nationale de France. D’autres, plus tard, rejoindront le Centre Georges-Pompidou et la Maison européenne de la photographie (MEP).
En 1977, il prend ses premières photographies instantanées avec un Polaroid SX70. Dès l’année suivante, il commence à modifier ses Polaroids, en retardant le développement, réchauffant l’émulsion, gravant, décollant puis transférant l’image… 
De 1970 à 1985, il réalise de nombreux portraits (Andy Warhol, François Truffaut, Jean-Claude Brialy, Carole Bouquet, Delphine Seyrig, Sami Frey, Melina Mercouri…).
Parallèlement, il manipule aussi ses images noir et blanc, en intercalant des trames ou du plastique au tirage, puis, plus tard, en les découpant et les tressant … : ainsi naîtront les séries Photogrammes et Tressages.
En 1980, à la demande d’Alfredo Arias, il réalise ses premières affiches de théâtre et, en 1981, il rencontre Delphine Seyrig et Sami Frey pour qui il réalise l’affiche de La Bête dans la jungle, qui donnera naissance à une série de portraits Polaroids « retravaillés ». Il réalise ensuite l'affiche de La Contrebasse pour Jacques Villeret.
En 1982, pour l'exposition à la galerie Marion Valentine, Luc Choquer réalise un film  sur l’ensemble de son travail. En 1984, il enseigne la photographie pour l’université Sarah Lawrence à Paris. En 1985, il participe à la plus grande exposition de photographie de nus jamais réalisée, Das Aktfoto, au Stadtmuseum, à Munich. Cette exposition circule ensuite à Francfort, Zurich puis Vienne et donne lieu à un prestigieux catalogue.
Depuis 1965, il voyage régulièrement dans les îles grecques qui sont la source des séries de Polaroids « retravaillés » Symi (1979-1989) et Statues et bas-reliefs (1984-1993), d'une série de photographies en couleur Murs (1980-1984) et d’un film Wet dreams, court métrage sur les reflets dans l’eau (2005).
En 1989, Andreas Mahl commence à travailler avec l'unique exemplaire en Europe de la grande chambre Polaroid 50 × 60 avec laquelle il réalise des natures mortes, des nus, une série sur les jumeaux, une autre série sur des poupées de collection (1990)
, puis des portraits de stars à l’occasion du Festival de Cannes (1991).
En 1992, il est interviewé par Michel Nuridsany pour un film réalisé par Bruno Trompier à la demande de Paris Audiovisuel, dans la série « La vidéothèque des photographes ». En 1993, Jean-Luc Monterosso organise une rétrospective de ses vingt années à Paris, à l’Espace photographique de la Ville de Paris, qui donne lieu à la parution d’une monographie.
De 1993 à 1995, il est chargé des éclairages sur les films consacrés aux photographes par Paris Audiovisuel. De 1995 à 2012, il enseigne la composition et l'expression de l'image à l’École Iris, à Paris.
À partir de 2005, il se confronte aux nouvelles technologies et compose par ordinateur des images abstraites et picturales, comme pour les séries Vertigo (2007) et Blanc d’Espagne (2009). En 2007, il bénéficie d’une grande exposition rétrospective au musée d’Art et d’Histoire Louis-Senlecq, à L'Isle-Adam (Val-d'Oise).
Depuis la fin des années 1970, chaque année, il crée sa propre carte de vœux sous forme d’autoportrait. Cette série, Avec mes meilleurs vœux, très originale, est exposée à la Maison européenne de la photographie en 2011-2012.
Depuis 2019, il bâtit de grandes mosaïques avec ses photographies, sur des thèmes variés.
Son travail a été montré dans de nombreux salons et expositions personnelles ou collectives en Allemagne, en Autriche, en Italie, en Grande-Bretagne, en Irlande, en Grèce, en Israël, aux USA et en Chine.

## Collections publiques
Liste non exhaustive
- Bibliothèque nationale de France, Paris.
- Centre Georges-Pompidou, Paris[10].
- Maison européenne de la photographie (Paris)[11].
- Musée d’Art moderne de Paris, Paris.
- Musée Nicéphore-Niépce, Chalon-sur-Saône.
- Fonds d'art contemporain - Paris Collections, Paris.
- Fotomuseum im Münchner Stadtmuseum, Munich, Allemagne.
- Collection Polaroid (Lausanne, Suisse), International Polaroid Collection (Boston, USA), Polaroid Collection (Amsterdam, Pays-Bas).

## Expositions personnelles
Liste non exhaustive
- 1968 : Foto Galerie (Stuttgart)
- 1972 : Galerie 2C-2A (Paris)
- 1977 : Galerie Lop Lop (Paris), Studio S Centro d’Arte (Rome)
- 1978: Studio S Centro d’Arte (Rome)
- 1979 : Galerie Demi-Teinte (Paris), Sohier Soho Gallery (New York)
- 1980 : Galerie im Kettenlädle (Stuttgart), Leslie Lohman Gallery (New York)
- 1982 : Galerie für Fotografie (Stuttgart), Galerie Marion Valentine (Paris)
- 1984 : Fotorama Photo Center (Athènes)
- 1985 : Studio du Lys (Niort)
- 1986 : Journées Internationales de la Photographie (Montpellier), Studio S Centro d’Arte (Rome)
- 1987 : Le Parvis, Centre culturel (Tarbes)
- 1989 : Auvergne Carrefour Photographies et Mission Départementale du Développement Culturel (Clermont-Ferrand)
- 1990 : Théâtre Renauld-Barrault (Paris)
- 1992 : Kunsthaus Fischinger, Stuttgart.
- 9 février - 14 mars 1993 : Espace photographique de Paris, Les Halles (exposition organisée par Paris Audiovisuel)[12]
- 1997 : Hôtel de Ville, Montfermeil.
- 2002 : Le Parvis, Centre culturel, Tarbes.
- 2003 : Centre Iris, Paris.
- 21 octobre 2007 - 2 mars 2008 : Photomorphoses, Musée d'Art et d'Histoire Louis-Senlecq, L’Isle-Adam[13]
- 31 mars - 25 avril 2010 : Anges & démons, Galerie Point Rouge, Paris[14].
- 1er décembre 2011 - 8 janvier 2012 : Dédoublements, Galerie Binôme, Paris[15].
- 20 décembre 2011 - 8 janvier 2012 : Andreas Mahl. Avec ses meilleurs voeux, Maison européenne de la photographie, Paris[8],[16].
- avril - 18 mai 2016 : Mini-Mahl–Maxi-Mahl : Polaroid Variations, Galerie Photo 12, Paris[17],[3].

## Expositions collectives
Liste non exhaustive
- 1977 : 
  - International Fair Ground , Tel Aviv
  - Galerie La Remise du Parc, Paris
  - Parvis 2, Centre de Développement Culturel, Tarbes
- 23 novembre 1977 - 2 janvier 1978 : Tendances actuelles de la photographie en France, Musée d’Art moderne de la Ville de Paris, ARC (Animation-Recherche-Confrontation)[18].
- 1978 : Galerie Bijan Aalam (Paris); Scottish National Portrait Gallery, Edinburgh ; Galleria Studio S (Rome),
- 1979 : Centre Polaroid (Paris), Incontri di fotografia (Venise)
- 1980 : Galerie Bijan Aalam (Paris), 91ème Salon des Indépendants, Grand Palais (Paris), "Transparences" Galerie Esders Rudzinoff (Paris), Centre d’Information et de Démonstration Polaroid (Paris), "Instantanés" MNAM Centre Georges Pompidou (Paris), Galerie Créatis (Paris)
- 1981 : PPS Galerie (Hamburg), "Une autre photographie" Maison des Arts André Malraux (Créteil), "Infographismes, Photographismes, Reprographismes" Maison de la Culture (Rennes), Studio 666 (Paris)
- 1982 : Galerie Charmy (Paris), 4ème Salon de la Création Artistique (Bourg-en-Bresse), Atelier Médicis (Paris), Galerie Créatis (Paris), Galerie für Fotografie (Stuttgart)
- 1983 : Centre International d’Art Contemporain (Paris), Galerie Créatis (Paris), Festival de l’érotisme (Paris)
- 1984 : Foto Forum (Frankfort), 4èmes Journées Internationales de la photographie et de l’audiovisuel (Montpellier), Galerie für Fotografie (Stuttgart), Festival de l’érotisme (Paris), Mairie du 16e arrondissement (Paris)
- 1985
  - "Das Aktfoto" Stadtmuseum (Munich) puis Francfort, Zurich, Vienne
  - ARPA (Bordeaux), Festival de l’érotisme (Paris), Galerie Esders Rudzinoff (Paris), Salon de Montrouge (Montrouge)
- 1986 : Galerie 666 (Metz), Galerie für Fotografie (Stuttgart)
- 1987 : Salon de la Photo (Paris)
- 1988 : 
  - Museum für Kunst und Geschichte, Freiburg
  - Musée d’Art Moderne de la Ville de Paris
  - Festival de l’érotisme, Paris
  - 7 mai - 25 juin : Behold the man : the male nude in photography, Stills Gallery, Edimbourg[19]
  - Itinéraire à travers la collection Paris Audiovisuel, Photographer’s Gallery, Londres
- 1989 : Galleria Studio S (Rome), The Gallery of Photography (Dublin), Galerie 666 (Paris)
- 1990 : Galerie 666 (Paris), "Fleurs" Galerie de Photographie (Toulouse), Fotokina (Cologne)
- 1991 : Nikon Galerie (Zurich) 1993: "A la recherche du père" Espace Photographique de Paris (Paris), Mon père, galerie Viviane Esders (Paris)
- 1994 : "L’Art pour AIDES" Exposition vente aux enchères, Espace Pierre-Cardin (Paris)
- 1995 : "Des photographies pour Sida Info Service" Exposition vente aux enchères Hôtel Drouot (Paris)
- 1996 :
  - "Double vie, double vue" Fondation Cartier pour l’Art Contemporain (Paris)
  - "Mois de la photographie" Fondation Cartier pour l’Art Contemporain (Paris)
- 1997 : "Allemagne années 80" Maison Européenne de la Photographie (Paris), "24 heures, 24 photographes" Mezzanine Eurostar (Gare du Nord, Paris)
- 2008 : "Photographes et sculpteurs face à face" Galerie Edipro (Paris)
- 2011 : "Minimenta" Galerie Point Rouge (Paris)
- 2012 : "Hippopotame" Galerie Point Rouge (Paris)
- 2013 : 
  - "The polaroids years: instant photography and experimentation" The Frances Lehman Loeb Art Center (Vassar College, New York)
  - "Ensemble #2" Galerie Binome (Paris)
- 2016 : 
  - Foire Photo Shanghai avec la galerie Photo 12 (Paris)
  - Foire Art Paris avec la galerie Photo 12 (Paris)
- 2017 : 
  - Foire Photo Shanghai avec la galerie Photo 12 (Paris)
  - Foire Art Elysées avec la galerie Photo 12 (Paris), "Collection Isabelle Mège" La Chapelle de Clairefontaine (Clairefontaine en Yvelines)[20]
- 2019 : Villa Noailles (Hyères)

### Autres références
1. ↑  « Les couleurs du souvenir – Le Père Lachaise d’Andreas Mahl », sur Cimetière du Père-Lachaise.
2. ↑  « Andreas Mahl. Les couleurs du souvenir. 1979 », sur Centre Georges-Pompidou.
3. 1 2 3 4  « Andreas Mahl "Mini-Mahl–Maxi-Mahl : Polaroid Variations" », sur Galerie_photo12.com, 2016.
4. ↑  « Affiche de La contrebasse », sur memoire.celestin-lyon.org (consulté le 12 janvier 2021)
5. ↑  (de) Michael Köhler et Gisela Barche, Das Aktfoto, Asthetik, Geschichte, Ideologie, Bucher, 458 p. (ISBN 978-3-7658-0675-9 et 3-7658-0675-7).
6. 1 2  « Vidéothèque de la maison Européenne de la Photographie - Andreas Mahl », sur Bibliotheque.mep.org (consulté le 12 janvier 2021).
7. ↑  Pierre Borhan, Hommes pour hommes : homoérotisme et homosexualité masculine dans l'histoire de la photographie depuis 1840, Paris, Les éditions des deux terres, 2007, 288 p. (ISBN 978-2-84893-046-6), p. 257.
8. 1 2  « Andreas Mahl. Avec ses meilleurs voeux », sur Maison européenne de la photographie.
9. 1 2 3  Guy Mandry, Andreas Mahl, Espace Photo Paris, 1993, 62 p. (ISBN 2-904732-56-X), p. 60-61
10. ↑  « Centre Pompidou », sur centrepompidou.fr (consulté le 12 janvier 2021)
11. ↑  Maison européenne de la photographie, Une collection, Actes Sud, 2015, 424 pages  (ISBN 978-2-330-05045-0), p. 231 et 399.
12. ↑  « Andreas Mahl le technicien. Une rétrospective d'un coloriste kitsch », Le Monde,‎ 26 février 1993 (lire en ligne).
13. ↑  « Photomorphoses. Andreas Mahl », sur ville-isle-adam.fr.
14. ↑  Hervé Le Goff, « Anges & démons. Une route entre enfer et paradis - Andreas Mahl », sur actuphoto.com.
15. ↑  « Andreas Mahl. Dédoublements », sur galeriebinome.com.
16. ↑  Armelle de Rocquigny, « Les cartes de vœux d'Andreas Mahl », Le Figaro,‎ 22 décembre 2011 (lire en ligne).
17. ↑  Claire Gilly, « Natures mortes et portraits : dans l’objectif d’Andreas Mahl », Le Monde,‎ 13 avril 2016 (lire en ligne).
18. ↑  Hervé Guibert, « Tendances de la photographie », Le Monde,‎ 30 novembre 1977 (lire en ligne).
19. ↑  (en) Alasdair Foster et wRoberta McGrath, Behold the man : the male nude in photography (catalogue d'exposition), Edimbourg, Stills gallery, 1988, 64 p. (ISBN 0-906458-03-X).
20. ↑  « Chapelle de Clairefontaine - Baudoin Lebon », sur lachapelledeclairefontaine.org (consulté le 12 janvier 2021)